# Robert Christophe
Robert François René Christophe (Marsella, Francia, 22 de febrero de 1938 - Morières-lès-Avignon, Francia, 18 de abril de 2016) fue un nadador especializado en pruebas de estilo espalda. Fue campeón de Europa en 100 metros espalda durante el Campeonato Europeo de Natación de 1958.

## Palmarés internacional
| Campeonato Europeo de Natación | Campeonato Europeo de Natación | Campeonato Europeo de Natación | Campeonato Europeo de Natación |
| Año                            | Lugar                          | Medalla                        | Prueba                         |
| ------------------------------ | ------------------------------ | ------------------------------ | ------------------------------ |
| 1958                           | Budapest (Hungría)             | Medalla de oro                 | 100 m espalda                  |
| 1962                           | Leipzig (Alemania)             | Medalla de oro                 | 4 × 100 m libre                |
| 1962                           | Leipzig (Alemania)             | Medalla de plata               | 4 × 200 m libres               |